# Riedlingen
Riedlingen è una città tedesca situata nel land del Baden-Württemberg.